# 郭大建
郭大建（1954年11月—），男，江苏盐城人，中华人民共和国政治人物。河北大学历史系历史专业毕业，世界经济专业硕士研究生学历。

## 生平
1984年加入中国共产党。历任河北省保定行署办公室副科长、科长、副主任，行署交通局副局长、局长，保定市交通局局长；河北省交通厅副厅长，省发展计划委员会副主任、省工业发展运行局局长等职。2008年3月任河北省信息产业厅厅长兼河北省人民政府信息化办公室主任，同年12月改任中共河北省邯郸市委副书记、代理市长，次年2月正式当选，2011年1月升任市委书记。2013年1月，任河北省政协秘书长、党组成员。2018年1月退休。